# Jānis Pujats
Jānis Pujats (født 14. november 1930 i Nautrēnu pagasts i Letland) er ærkebiskop emeritus af Riga, hovedstaden i Letland.
Pujats blev født i en landsby i Letgallen. Han deltog i det teologiske seminar i Riga, indtil det blev lukket af Sovjetunionen i 1951. To måneder senere blev han præsteordineret under en hemmelig ceremoni af ærkebiskop Antonijs Springovičs. Under Paul 6.s tid som pave gennemførte Pujats pavens liturgiske reformer og udgav den første messebog på lettisk. Jānis Pujats blev udnævnt til ærkebiskop af Riga den 8. maj 1991. Den 21. februar 1998 blev han gjort til kardinal in pectore af Pave Johannes Paul 2., hvilket ikke offentlig afsløredes før konsistoriet den 21. februar 2001. Han deltog i konklavet i 2005, der udvalgte Pave Benedikt 16. Pujats taler både russisk, polsk, litauisk, tysk og latin som supplement til sit modersmål lettisk.
Hans fratræden blev accepteret på grund af alder den 19. juni 2010, hvor Pave Benedikt 16. udnævnte Zbigņevs Stankevičs som den nye ærkebiskop i Riga. Jānis Pujats er siden den 26. oktober 1998 Storofficer af Trestjerneordenen.